# Tweed (riu)
|  | Aquest article tracta sobre el riu d'Escòcia. Vegeu-ne altres significats a «Tweed (tèxtil)». |

El riu Tweed (o Uisge Thuaidh en gaèlic) és un riu d'Escòcia, al Regne Unit, que té una longitud total de 156 km, sent l'onzè riu per la seva longitud de tot el Regne Unit i el quart d'Escòcia. El riu Tweed travessa completament la regió dels Scottish Borders.
El riu té el seu naixement en el lloc conegut com a Tweed's well, recollint i drenant les aigües de tot el conjunt de la zona dels Borders. La part més meridional del seu curs és la que marca la frontera d'Escòcia amb Anglaterra (concretament amb Northumberland) al llarg d'un total de 27 km, a la rodalia de la ciutat de Berwick-upon-Tweed. El riu finalitza el seu curs al mar del Nord. D'altra banda, el riu Tweed és un dels grans rius salmoners d'Escòcia.
Les principals ciutats travessades pel Tweed des del seu naixement fins a la seva desembocadura són Peebles, Galashiels, Melrose, Kelso, Coldstream i Berwick-upon-Tweed, lloc on finalment el riu desemboca en el mar del Nord.
Els afluents del riu Tweed són:
- Whitadder
- Blackadder Water
- Till
- Eden Water
- Teviot
- Leader Water
- Gala Water
- Ettrick Water
- Leithen Water
- Quair Water
- Eddleston
- Manor Water
- Lyne Water
- Holms Water

## Galeria

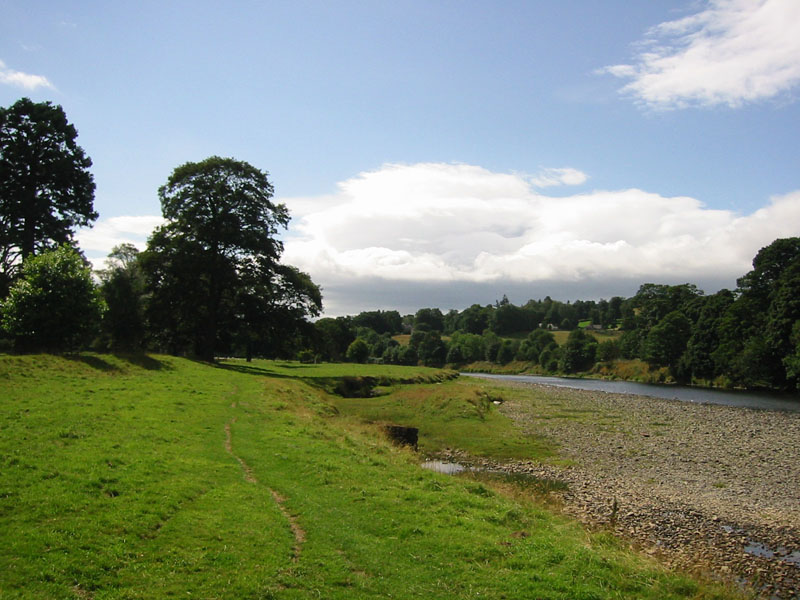
El riu Tweed a Abbotsford, prop de Melrose
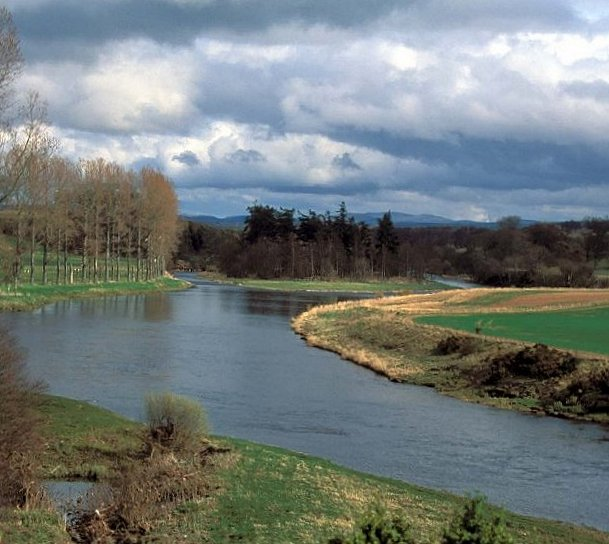
El riu Tweed al seu pas per Merton House, prop de St Boswells
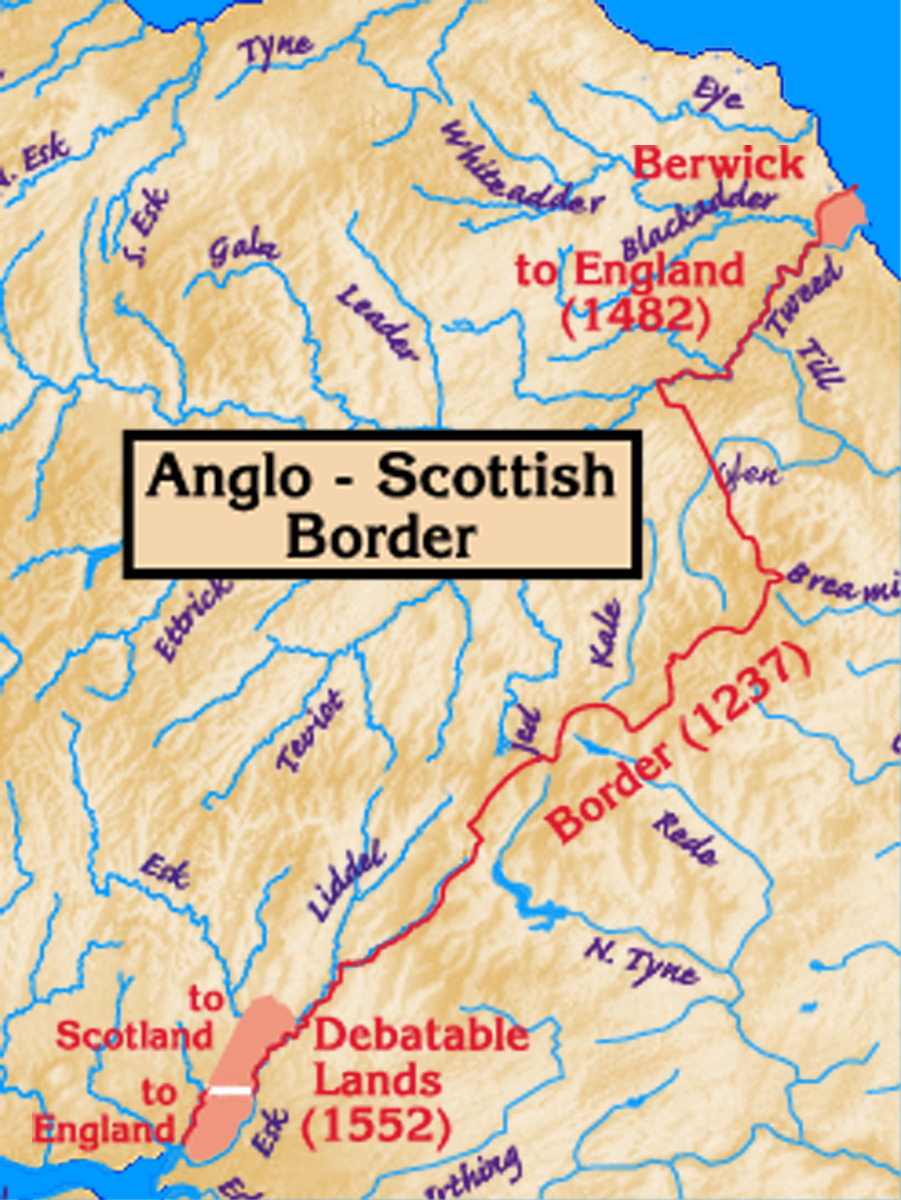
La frontera anglo-escocesa, amb el Tweed a l'est. El seu estuari i la ciutat de Berwick-upon-Tweed van ser una annexió tardana per part d'Anglaterra.
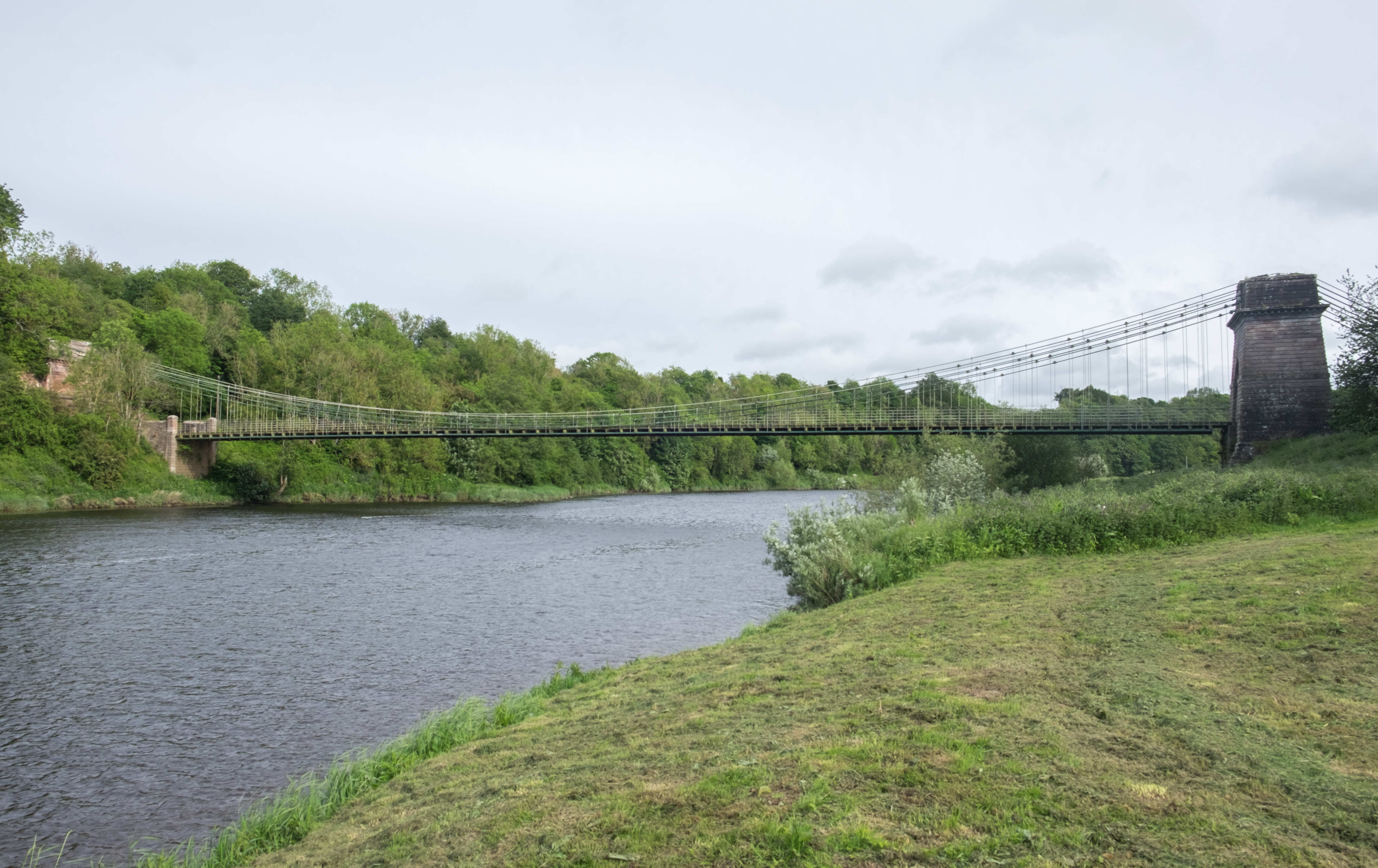
El Union Chain Bridge que abasta el Tweed entre Horncliffe, Anglaterra i Fishwick, Escòcia